# Christadelphians
Cơ Đốc Huynh Đệ Hội là một giáo phái Kitô giáo theo Nhất vị luận (Unitarianism) phát triển ở Anh Quốc và Bắc Mỹ vào thế kỷ 19. Thống kê số giáo dân: Vương quốc Anh (18,000), Australia (10,653), Mozambique (7,500), Malawi (7,000), Hoa Kỳ (6,500), Canada (3,375), New Zealand (1,785), Ấn Độ (1,750), Kenya (1,700), Uganda (1,000) and Tanzania (1,000). Tổng số giáo dân là 60.000 người.